# Émile Mailloux
Pour les articles homonymes, voir Mailloux.
Émile Auguste Antoine Mailloux, né le 24 septembre 1894 à Lambézellec et mort le 11 mai 1978 à Brest, est un officier de marine français. 

## Biographie
Fils d'un ingénieur mécanicien de la Marine, Jean-Louis Mailloux, il entre dans la Marine en 1913. Enseigne de vaisseau de 2e classe (5 février 1915) puis enseigne de vaisseau de 1re classe (31 mai 1917), il est fait lieutenant de vaisseau le 25 juin 1920.
Capitaine de corvette (5 octobre 1929), il commande en août 1932 le brise glace Pollux, adjoint au Pourquoi Pas ? commandé par Auguste Chatton lors de l'expédition polaire de Jean-Baptiste Charcot,. Il est promu capitaine de frégate en 1935, et commande la Marine à Lorient en avril 1944.

## Récompenses et distinctions
- 1er janvier 1921 : chevalier de la Légion d'honneur[6]
- 1er janvier 1921 : croix de guerre.